# David O'Hara
Pour les articles homonymes, voir O'Hara.
David O'Hara, ou parfois David Patrick O'Hara, est un acteur britannique, né le 9 juillet 1965.

## Biographie
Il est le fils de Martha (née Scott) et Patrick O'Hara, travailleur dans la construction. Il est d'origine irlandaise.
Il est apparu dans de nombreuses séries télévisées et films, tels que la série américaine Washington Police. 
En juillet 2009, il tourne dans Les Tudors à Dublin. Il joue aussi Albert Runcorn dans Harry Potter et les Reliques de la Mort, 1re partie (ou plus exactement Harry Potter ayant pris son apparence).

## Filmographie
- 1984 : Joie et Réconfort
- 1986 : Link
- 1992 : The Bridge
- 1995 : Braveheart
- 1996 : Some Mother's Son de Terry George
- 1996 : Suspect numéro 1 (épisode : Erreur de jugement) (Prime Suspect 5: Errors of Judgment, série télévisée)
- 1997 : Ennemis rapprochés (The Devil's Own)
- 1997 : L'Entremetteur (The MatchMaker)
- 1997 : Les Aventures d'Oliver Twist (Oliver Twist, téléfilm)
- 1999 : Jésus (téléfilm)
- 2000-2001 : Washington Police (The District, série télé
- 2001 : Le Match (Made)
- 2001 : Crossfire Trail (téléfilm)
- 2003 : Mafia rouge (Den of Lions)
- 2003 : Stander
- 2004 : Hôtel Rwanda
- 2006 : Tristan et Yseult (Tristan & Isolde)
- 2006 : Les Infiltrés (The Departed)
- 2006 : Nobody's Hero
- 2008 : Doomsday
- 2008 : Wanted : Choisis ton destin (Wanted) : Mister X
- 2010 : The Kid : Terry
- 2010 : Les Tudors (saison 4) : Henry Howard
- 2010 : Golf in the Kingdom : Shivas Irons
- 2010 : Harry Potter et les Reliques de la Mort partie 1 : Harry Potter ayant l'apparence d'Albert Runcorn
- 2011 : Cowboys et Envahisseurs : Pat Dolan
- 2012  : Contrebande :  Jim Church
- 2013 : Luther (saison 3) : George Stark
- 2015 : Gotham : Reggie Payne (2 épisodes)
- 2016 : Marvel : Les Agents du SHIELD : Alistair Fitz (3 épisodes)
- 2019 : Sang froid (Cold Pursuit) de Hans Petter Moland : Gallum « Sly » Ferrante
- 2019 : The Professor and the Madman de Farhad Safinia : Church